# Chiesa della Madonna del Lago (Castel Gandolfo)
La chiesa di Maria Santissima del lago Albano, comunemente nota come Madonna del Lago, è un luogo di culto cattolico della diocesi suburbicaria di Albano situato sulle rive del lago Albano, in comune di Castel Gandolfo, in provincia di Roma, nei Castelli Romani.
È una rettorìa della parrocchia della collegiata di San Tommaso di Castel Gandolfo. Grazie alla vicinanza con le Ville Pontificie di Castel Gandolfo, fu oggetto della visita di due papi, Paolo VI e Giovanni Paolo II.

## Storia
Il lago Albano è un cratere vulcanico secondario formatosi dal collasso del Vulcano Laziale circa 150.000 anni fa e colmato d'acqua in seguito ad una "fase idromagmatica". La prima antropizzazione delle sue coste di cui resta traccia risale a quattromila anni fa circa (XX-XV secolo a.C.), epoca a cui è riconducibile il cosiddetto "Villaggio delle Macine", un insediamento palafitticolo sulla costa settentrionale, da molti ricondotto alla struttura urbanistica della mitica capitale latina di Alba Longa, rasa al suolo dai Romani nel VI secolo a.C. e dal cui nome derivò l'etimo trasmesso al lago fin dall'età antica.
In seguito il crinale interno del cratere del lago ospitò numerose ville patrizie suburbane in età repubblicana ed imperiale. Nel Medioevo fu abbandonato, e l'unica attività che vi si svolse fu quella della pesca in acqua dolce, rimasta fiorente fino all'Ottocento.
All'inizio del Novecento iniziò una seconda fase di antropizzazione dei dintorni del lago, ad uso turistico, agevolata dal passaggio attraverso il cratere (che rese necessario lo scavo di due gallerie ferroviarie) del lago della ferrovia Roma-Albano (1889). Il massimo sviluppo della presenza umana nell'area del lago si ebbe con la scelta di svolgervi le gare di canottaggio delle Olimpiadi di Roma del 1960: furono costruite le strutture del CONI (stadio olimpico, piattaforme di partenza ed edifici connessi) e le infrastrutture per raggiungerle, la strada statale 140 del "lago Olimpico" (e la sua diramazione che attraversa il cratere vulcanico con un traforo di 3.5 chilometri) e la cestovia per Castel Gandolfo.
In coincidenza con questa grande trasformazione di un'area finora depressa, l'allora parroco di Castel Gandolfo, don Dino Sella, promosse l'iniziativa di una processione di barche sul lago dedicata alla Madonna. La processione partiva dagli impianti del CONI ed arrivava fino alla località I Quadri, presso il ninfeo del Bergantino.
Papa Paolo VI, alla luce di questa pittoresca pratica dei castellani, si impegnò a far costruire una chiesa sulla spiaggia del lago. A tale scopo chiamò l'ingegnere Francesco Vacchini, direttore tecnico della Fabbrica di San Pietro. La chiesa doveva essere non molto grande, perché oltre i periodi di maggiore affluenza turistica la popolazione stabile si riduceva drasticamente a poche decine di persone, ma "simbolo evidente della presenza cristiana" (Vacchini): i lavori cominciarono nel 1966 e furono completati nel 1977.
Paolo VI consacrò personalmente la nuova chiesa il 15 agosto 1977, giorno della festa dell'Assunta, già gravemente malato (sarebbe morto l'anno seguente, proprio durante la villeggiatura a Castel Gandolfo). Disse infatti queste parole:
(Paolo VI, omelia del 15 agosto 1977 alla chiesa della Madonna del Lago.)
Il 2 settembre 1979 Giovanni Paolo II volle visitare nuovamente la chiesa, ricordando il predecessore con parole affettuose.

## Descrizione
(Francesco Vacchini, Madonna del Lago di Castel Gandolfo, in Mariano Apa (a cura di), Nuovi edifici di chiese - Tra Memoria e Profezia, p. 44, Albano Laziale 1987.)
Così il progettista, Francesco Vacchini, ha riassunto le linee guida del proprio lavoro alla Madonna del Lago. Il risultato di questo paradigma (Ticconi) è un'aula ecclesiale divisa in due:una parte all'aperto, per i periodi di maggior affluenza che si suppone siano quelli estivi, ed una parte al chiuso, adatta all'inverno.
La chiesa è sormontata da una struttura a ventaglio in cemento armato dipinto di bianco sormontata da una croce, che nelle intenzioni del progettista era una metafora della vela della "navicella del Principe degli Apostoli che naviga sulle acque del lago" (Vacchini), e che adempie alla funzione di rendere visibile il luogo di culto da ogni punto.
Gran parte dell'arredo liturgico dell'interno è di Tommaso Gismondi: le stazioni della Via Crucis, la statua della Madonna, il tabernacolo ed una "Pietà" dono di Paolo VI.